# Manoir de la Luzerne
Le manoir de la Luzerne est situé sur le territoire de la commune française de Bernières-sur-Mer dans le département du Calvados. Siège d'un des fiefs de Bernières, il a été la résidence campagnarde de Jacques Moisant de Brieux, homme de lettres connu à Caen, ville toute proche. Il a été aussi le foyer de plusieurs familles Protestantes qui ont affronté les persécutions religieuses. L'ensemble des bâtiments a été édifié en grande partie de la fin du XVe  au XVIIe siècle. Un grand parc entouré de hauts murs abrite le corps de logis à la décoration fortement Renaissance, une orangerie et une petite boulangerie. La ferme attenante avec le colombier et les écuries sont indépendantes du domaine depuis le début du xxe siècle.
Le manoir est partiellement inscrit aux monuments historiques.

## Localisation
Le manoir est situé sur le territoire de la commune de Bernières-sur-Mer, dans le département français du Calvados. A l'entrée du village en venant de Saint-Aubin-sur-Mer (Calvados), on aperçoit une partie de sa façade méridionale qui tourne le dos à la mer toute proche.

## Historique
Plusieurs familles se partageaient les cinq fiefs de Bernières.
Édifié sur un fief noble ayant appartenu au XIVe siècle à Jehan du Bois, chevalier,, le logis a été construit par Henri Thioult en 1491. C'est la demeure la plus ancienne de Bernières. Depuis le début du XVIe siècle la grange de la ferme du château servait de lieu de culte pour les membres de la tradition réformée à laquelle la famille de Thioult adhérait. En 1637 Louis de Thioult de Rucqueville vend le fief de la Luzerne à Jacques Moisant de Brieux, homme de lettres, fondateur en 1652 de l'Académie des sciences, arts et belles-lettres de Caen qui dit « A maison ouverte ainsi qu'à cœur ouvert je reçois mes amis » entretenant ainsi à La Luzerne une intense activité intellectuelle et littéraire.
La famille Moisant de Brieux est elle aussi de confession Protestante. Lorsque, après la révocation de l'édit de Nantes les Dragons de Louis XIV, s'emparent de la demeure de son frère parti en exil, François Moisant se résigne à abjurer en 1685 comme de nombreuses familles normandes contraintes aux conversions forcées.
En 1714 la propriété passe aux mains de Jacques Alexis de Touchet, Capitaine général des garde-côtes de Cabourg, par son mariage avec Catherine Moisant de Brieux, petite fille de Jacques. À la Révolution les biens de la famille de Touchet sont mis sous séquestre puis restitués en partie.
En 1803 les frères de Touchet vendent la terre de la Luzerne à André-Jacques Quesnel, cultivateur originaire de Ouistreham. À la fin du XIXe siècle la ferme comprenant des bâtiments d'habitation, la grange , le colombier et des terres cultivables sont louées à un fermier,. Le manoir et l'orangerie appartiennent ensuite et pendant une bonne partie du XXe siècle,à la famille Tesnières. En 1998 le manoir était en la possession du Dr Michel de Pontville qui fait des recherches sur l'histoire de sa propriété. Au cours des vingt premières années du XXIe siècle un nouvel acquéreur fait d'importants travaux de restauration.

## Description
Le manoir de la Luzerne, entouré de hauts murs du XVIIe siècle de cinq mètres de hauteur, comprenait jusqu'au début du XXe siècle un logis seigneurial avec ses jardins, une orangerie, une boulangerie et une ferme attenante. Le cadastre de 1938 montre que la demeure noble et les bâtiments agricoles ont été séparés au début du XXe siècle ou un peu avant.

### Le logis
Édifié à la toute fin du XVe siècle, il a été remanié au XVIIe siècle. L'influence du style gothique est encore apparent dans la dissymétrie de la façade sud et le style de trois de ses lucarnes. Au-dessus des caves l'édifice se compose d'un rez-de-chaussée et d'un étage surmonté par des combles éclairés par quatre lucarnes.
- La façade sud

La porte d'entrée est décentrée sur la droite. Toutefois l'alignement des fenêtres, agrandies au XVIIe siècle ou plus tard, et la répétition du même cordon qui court sur toute la longueur du bâtiment font preuve d'un souci d'harmonisation. Des losanges, ornements typiques de la Renaissance  qu'on retrouve sur le pavillon du château de Lion-sur-Mer, soulignent les ouvertures. Des acrotères représentant une sirène et un lion présentant des armoiries, sont juchés sur les rampants du toit.
- Les lucarnes

Les lucarnes sont pendantes. Certaines ont été partiellement refaites à l'identiqueChacune d'elles est surmontée d'une corniche qui supporte un fronton-pignon. Celle qui se trouve au-dessus de la porte est d'inspiration Renaissance. Ses piédroits sont décorés de pilastres ioniques. Un bas-relief représentant une tête de gentilhomme inséré dans un disque se détache dans le fronton ovoïdal.
Les trois autres lucarnes  sont de style gothique avec leur décor en accolade, garni de feuilles frisées, et d'animaux sur l'une d'elles.

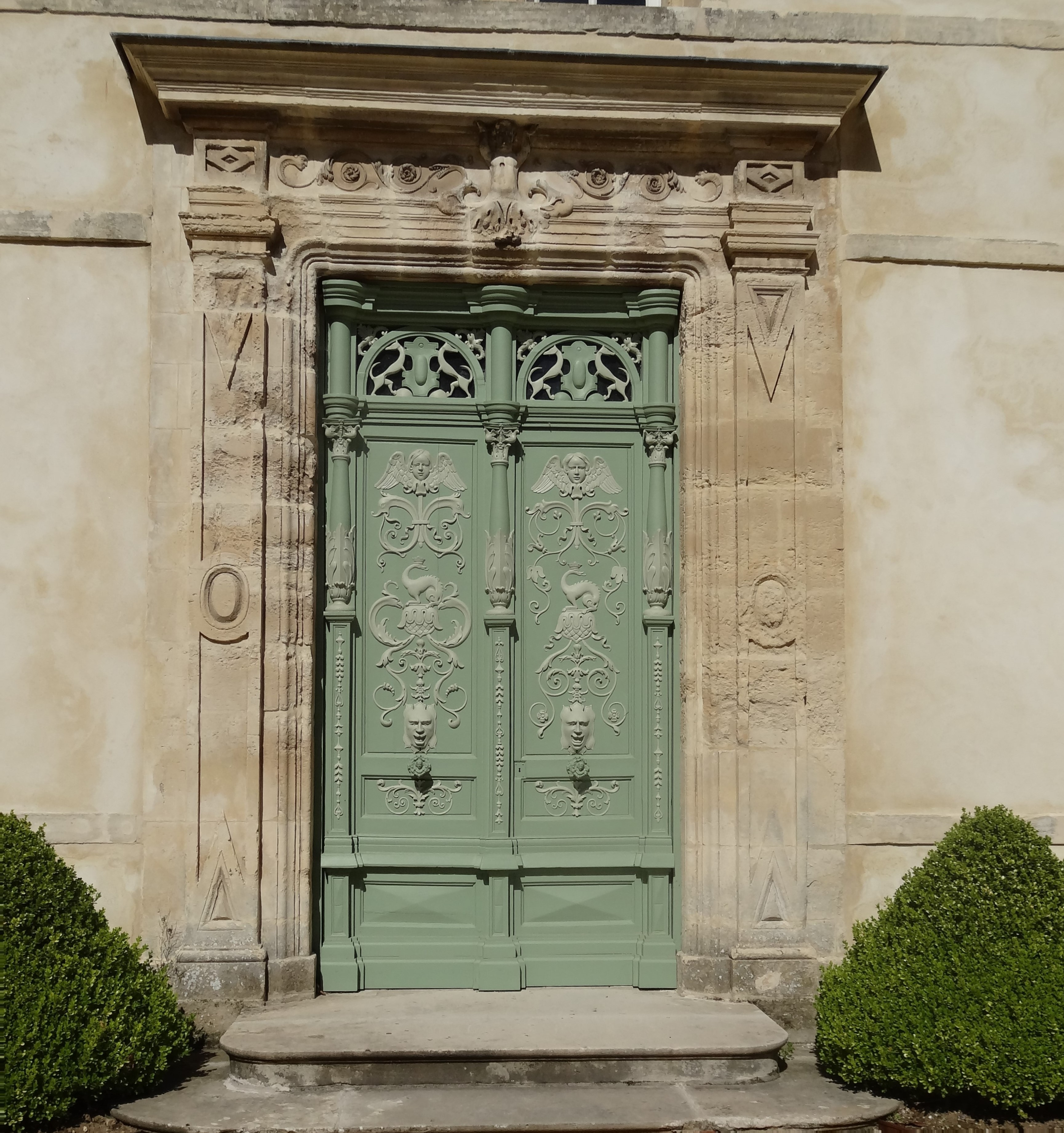
Porte Renaissance
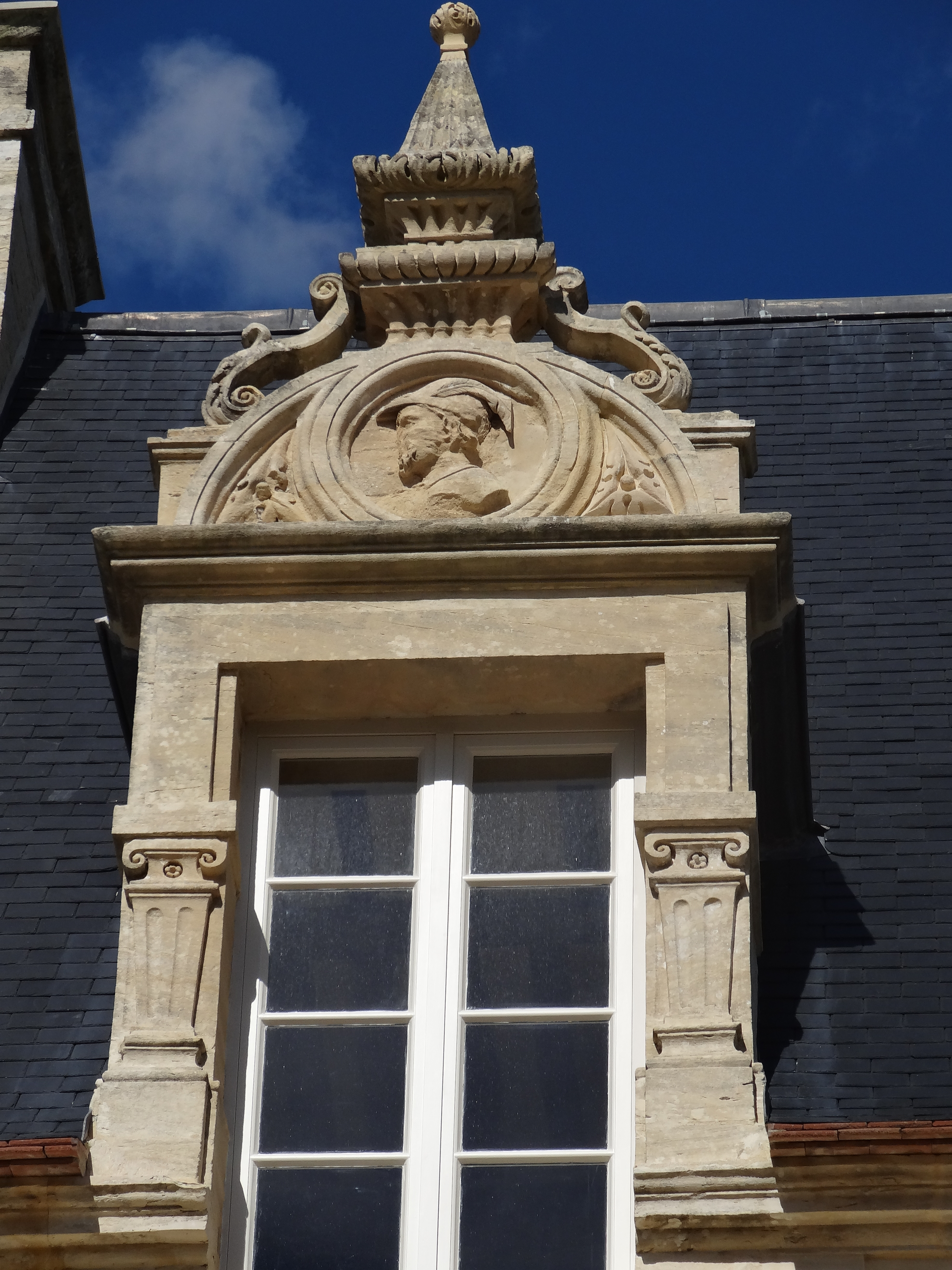
Lucarne Renaissance

- La porte

La porte de style Renaissance est monumentale en regard de l'édifice. Le chambranle est décoré de losanges et de disques tandis que sur le linteau, de part et d'autre de l'élément central figurant un atlante, un monstre marin crache des rinceaux et un hydre. Les battants de bois sont également sculptés, entre les rinceaux, de salamandres emblématiques de François 1er, de mascarons, d'angelots, et de levrettes tandis que des colombes sont posées de part et d'autre sur les pilastres.
un petit bâtiment sans étage construit au XVIIe siècle en même temps que l'orangerie  est accolé à l'est. Les combles sont éclairés par une lucarne plein-cintre à fronton brisé et jambages à volutes.

### L'orangerie
Construite vers 1660, elle est contemporaine de celle qui a été conçue à l'origine par Louis Le Vau à Versailles et donc une des premières de France. Elle affiche la richesse et le prestige de la famille anoblie en 1644 en la personne de Jacques Moisant de Brieux. C'est un bâtiment rectangulaire à toit plat à l'italienne composé de six travées séparées par des chaînages. Au rez-de-chaussée, les ouvertures face au sud, sud-ouest sont très hautes pour que l'on puisse rentrer les caisses d'oranger en hiver et laisser passer le maximum de lumière. À l'étage on ne distingue que deux fenêtres. La corniche est ornée de trophées représentant des corbeilles de fruits, des outils de jardinage et des armoiries.

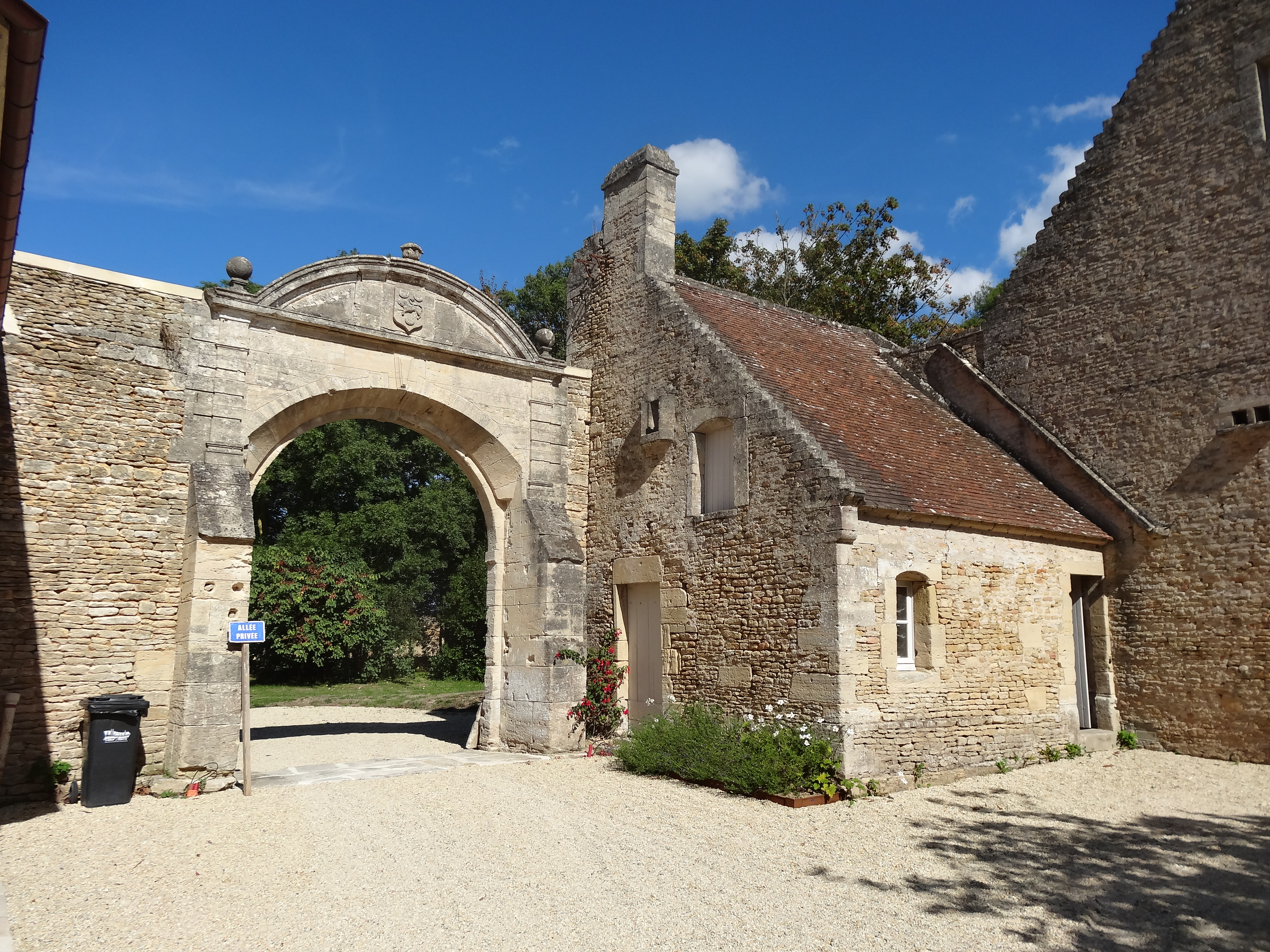
La boulangerie
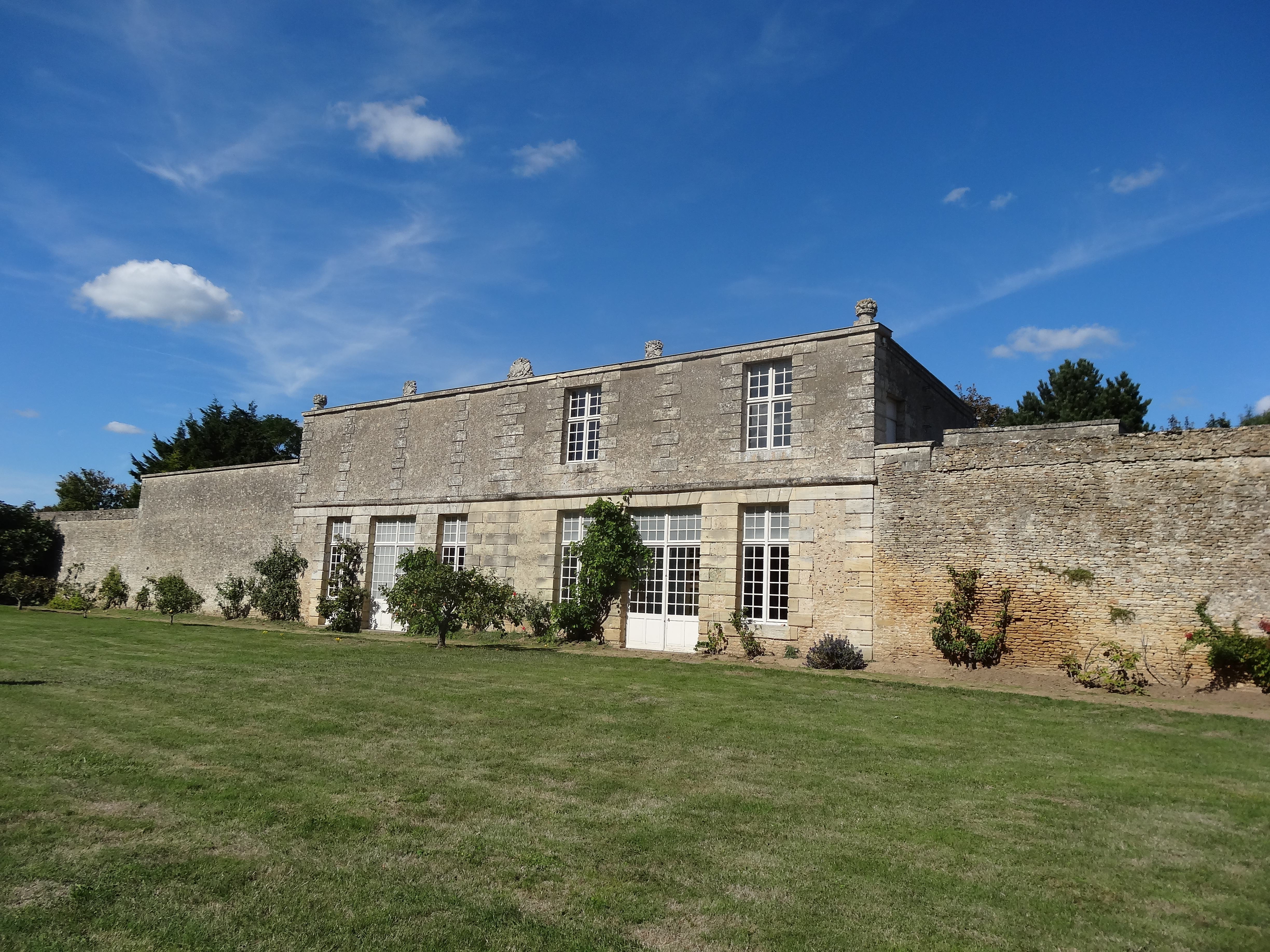
L'orangerie du XVIIe siècle

### La boulangerie
La boulangerie est restée  dans l'espace manorial. C'est un petit bâtiment posté à côté d'un portail couvert d'un fronton curviligne portant des armoiries.

### L'ancienne ferme
La ferme, complètement séparée du manoir, a perdu sa vocation agricole depuis le dernier quart du xxe siècle.
- la grange a été bâtie au XVIe siècle. Elle a servi de lieu de culte mais aussi de refuge à des familles Protestantes après la révocation de l'édit de Nantes[4].
- les anciennes écuries  ont conservé leurs lucarnes du XVIIe siècle. Les soupentes de ce bâtiment abritaient des greniers à grain[4].
- Le colombier de la Luzerne est un édifice très imposant avec ses 1 700 boulins boulins. Il est circulaire et surmonté d'une toiture en poivrière couverte d'ardoises qui a remplacé le toit en pierre d'origine. Une partie de ses murs hauts de sept mètres se trouve dans l'enceinte du manoir. Une vis centrale actionnait une échelle qui permettait d'accéder à tous les boulins pour le nettoyage quotidien. L'élevage des pigeons a perduré jusqu'en 1850[1].

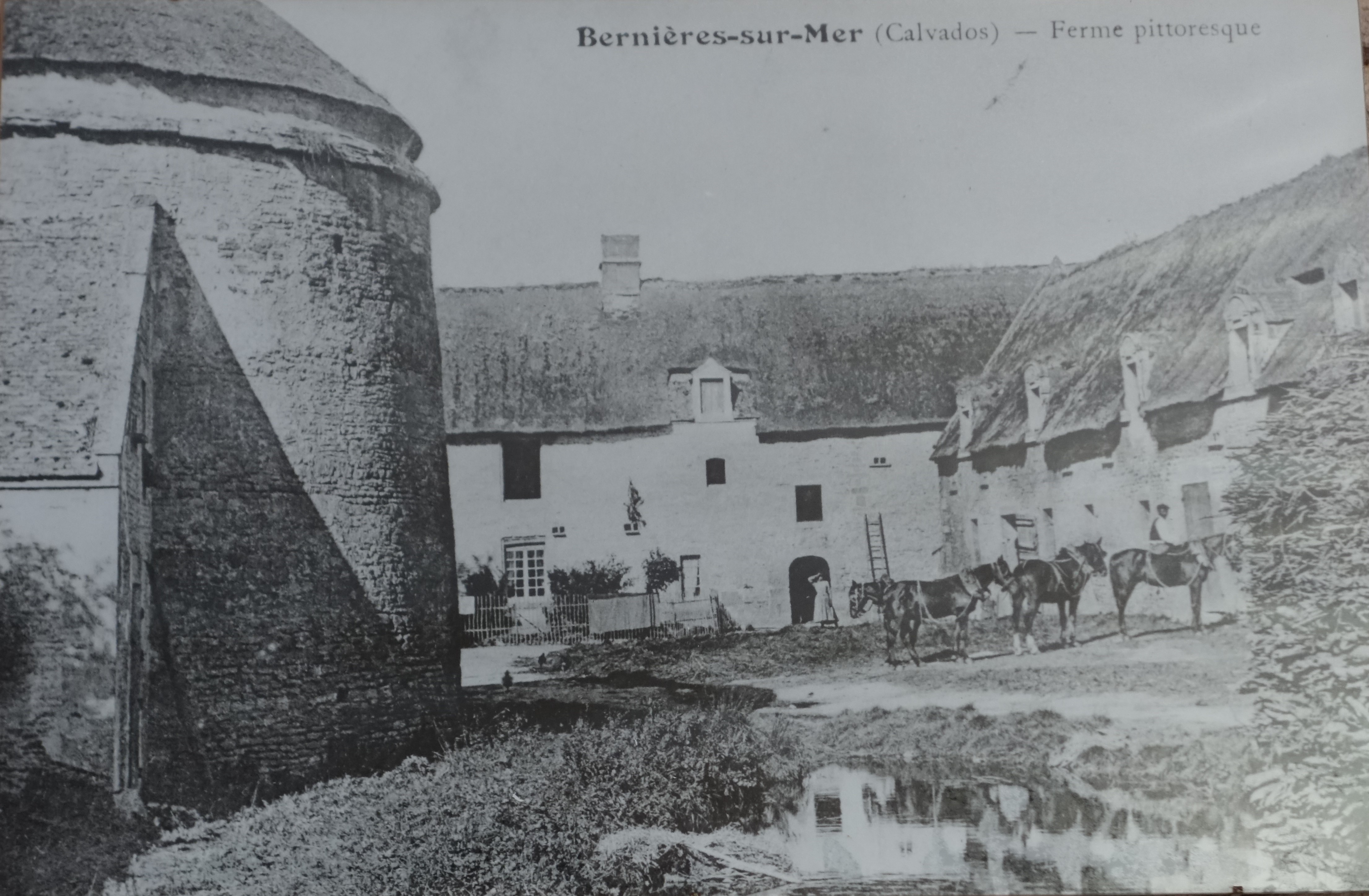
La ferme avant 1912
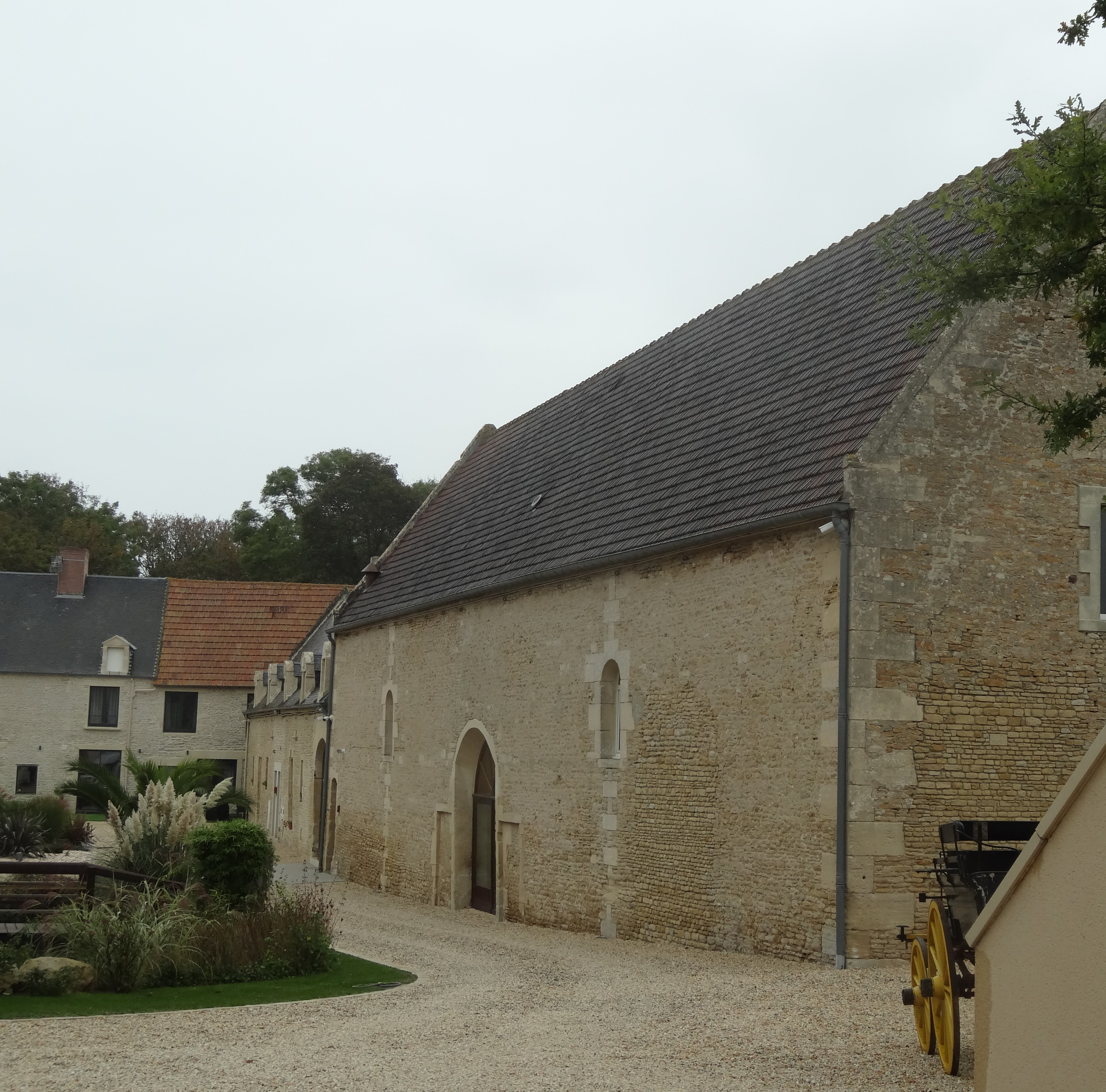
La grange
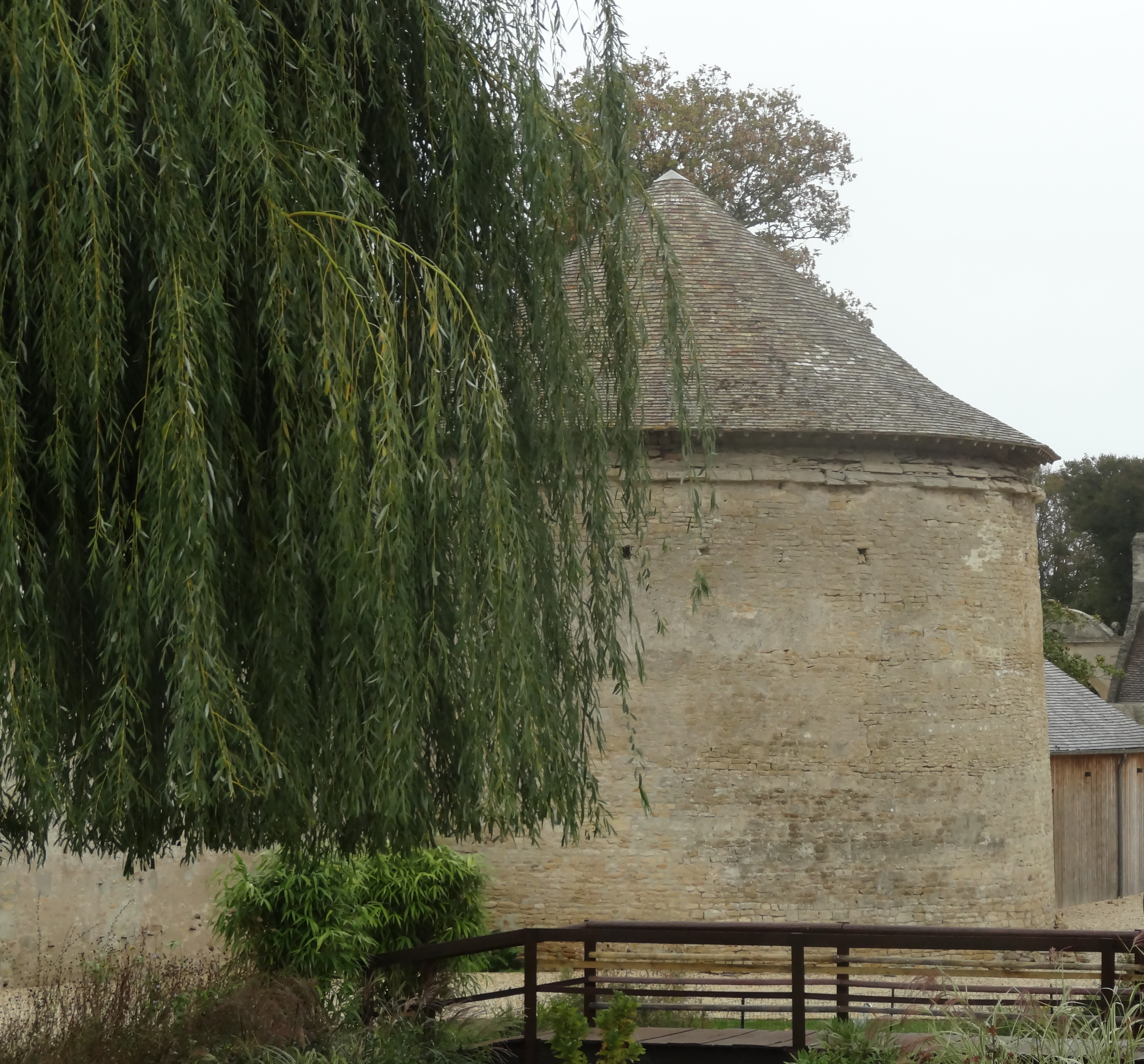
Le colombier

Ces bâtiments ont été convertis en hôtel-restaurant et salles de réception dont l'exploitation a survécu à la période de  confinement imposé par le  covid 19 et d'importants travaux sur la charpente du colombier ont pu être réalisés.

## Protection aux monuments historiques
Les façades et les toitures du logis, ainsi que l'escalier, et la cheminée de la salle à manger ; les façades et les toitures de l'orangerie ; les façades et les toitures de la boulangerie ; l'ensemble des murs de clôture et le portail nord ; le colombier de la ferme, en totalité ; les façades et les toitures des écuries de la ferme sont inscrit au titre des monuments historiques par arrêté du 22 décembre 1998.